# Корсак
Корса́к, или степная лисица (лат. Vulpes corsac) — хищное млекопитающее рода лисиц семейства псовых.

## Внешний вид
Корсак похож на обыкновенную лисицу, но заметно мельче (длина тела 50—60 см, хвоста — 25—35 см), с более крупными ушами и длинными конечностями. Высота в холке около 30 см. Вес — 4—6 кг. Морда короткая, сильно заостренная; скулы широкие; уши большие, широкие в основании, к концам заострённые.
Обычная окраска светлая, серая или рыжевато-серая, встречаются оттенки красного; брюхо беловатое или желтоватое, кончик хвоста тёмно-бурый или чёрный, подбородок светлый. Выражен сезонный диморфизм в длине меха: зимой мех длинный и пышный, летом — короткий и прилегающий. Зимой возле хребта у корсака заметен седой налёт.
От обыкновенной лисы корсак отличается тёмным концом хвоста, от афганской лисы — менее длинным хвостом и белой окраской подбородка и нижней губы.

## Распространение
Корсак распространён в степях, полупустынях и отчасти в пустынях Юго-Восточной Европы и Азии наряду с обыкновенной и афганской лисами. Корсак водится от северного Ирана, Азербайджана, Армении, Афганистана и Средней Азии до Монголии и северо-восточного Китая.
В России на западе изредка доходит до Волги и Дона и Северного Кавказа, на севере — до Нижнего Поволжья, южной оконечности Урала, юга Западной Сибири; граница ареала огибает Алтай с запада и по северному склону Зайсанской котловины идёт до государственной границы с Монголией. Другой участок ареала в России — юг Забайкалья.

## Образ жизни и питание
Корсак предпочитает холмистые местности с невысокой растительностью: полупустыни и сухие степи. Реже встречается в лесостепной зоне, заходит в предгорья. Густой растительности, лесов и распаханных полей он избегает. Площадь индивидуального участка может достигать 35—40 км²; на нём имеется сеть нор, троп, места запахового мечения.
Живёт корсак в норах, что обусловлено его средой обитания — засушливыми районами с жаркими днями и холодными ночами летом и с суровыми зимами. В качестве жилья использует норы сурков, приспосабливает норы сусликов и больших песчанок, изредка занимает старые норы барсуков и лисиц. Самостоятельно норы роет редко. Иногда норы располагаются группами, но только одна из них является жилой. Нора корсака обычно неглубокая, длиной около 2,5 м и с несколькими входами для эвакуации на случай непредвиденной ситуации.
Охотится корсак в одиночку, преимущественно в сумерках, но в неволе демонстрирует и дневную активность. Обладает хорошим обонянием, зрением и слухом. Охотясь, он медленно идёт или трусит против ветра и, почуяв добычу, скрадывает её либо стремится настичь. Человека подчас подпускает очень близко. Иногда, не имея возможности скрыться, затаивается, прикидываясь мёртвым, но при первой же возможности убегает.
Питается корсак, в основном, мелкими грызунами (полёвки, пеструшки, мыши, тушканчики), пресмыкающимися, насекомыми, птицами и их яйцами. Реже добывает сусликов, ежей, зайцев. При недостатке пищи ест падаль и всевозможные отбросы. Растительные корма почти не трогает. Подолгу может обходиться без воды. В зимнее время, из-за снижения количества пищи и трудностей, связанных с её поиском в глубоком снегу, численность корсаков может падать в десятки раз. Во многих районах корсаки по осени откочевывают к югу, иногда вслед за стадами сайгаков, которые вытаптывают снег и тем облегчают корсакам передвижение и охоту. Массовые миграции корсаков могут быть также вызваны степными пожарами, катастрофическим вымиранием грызунов и т. д. Во время таких миграций корсаки появляются далеко за пределами ареала и даже забегают в города.
Основные враги — волк и лисица. Волки охотятся на корсаков, которые, несмотря на способность развивать хорошую скорость (до 40—50 км/ч), скоро устают и сбавляют темп. С другой стороны, корсаки часто подбирают останки сайгаков, джейранов и других животных, растерзанных волками. Что касается обычной лисицы, то она является основным пищевым конкурентом корсака.
Корсаки издают такие же звуки, как песцы и лисицы: лают, скулят, визжат, тявкают и рычат.

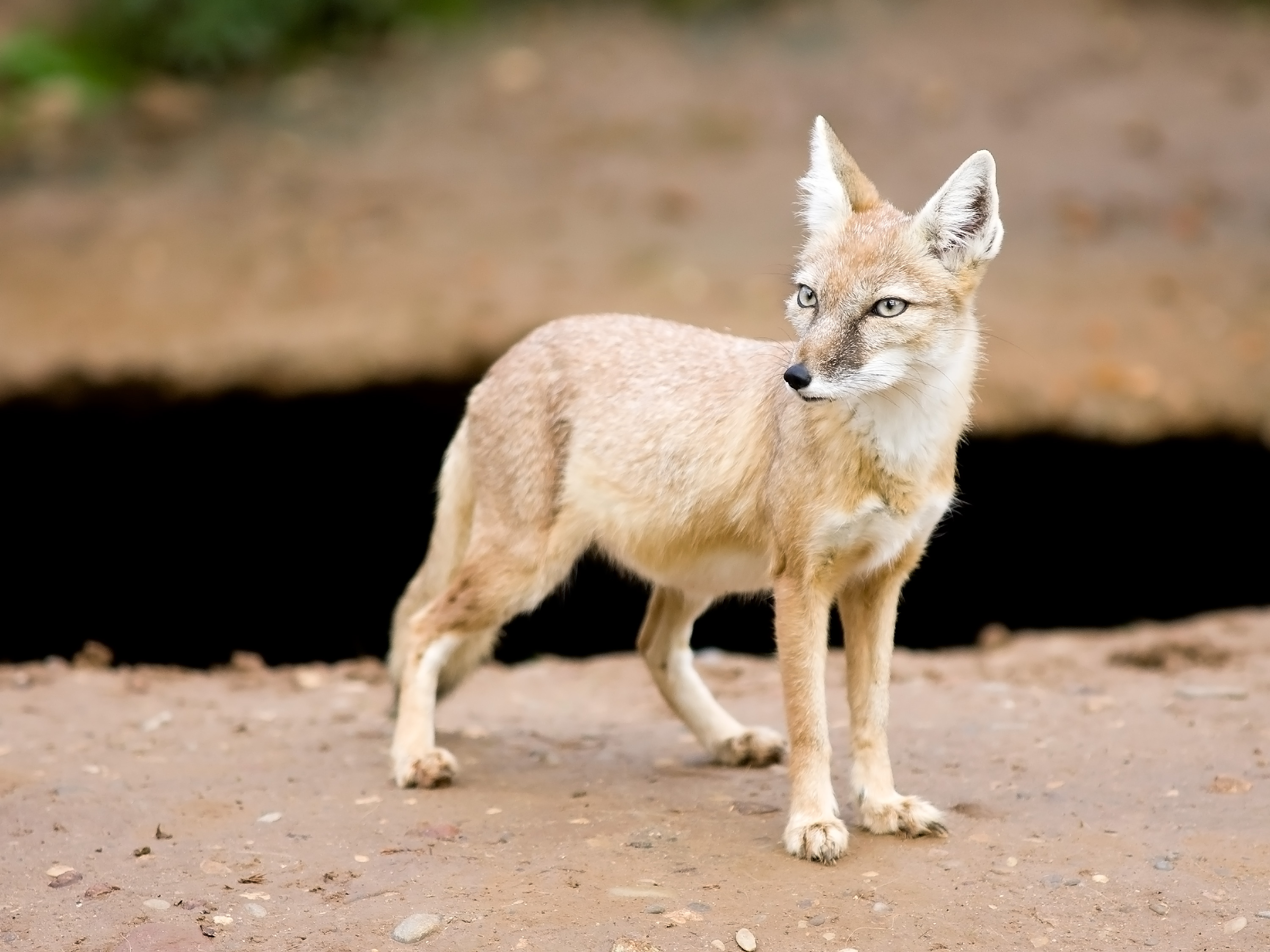
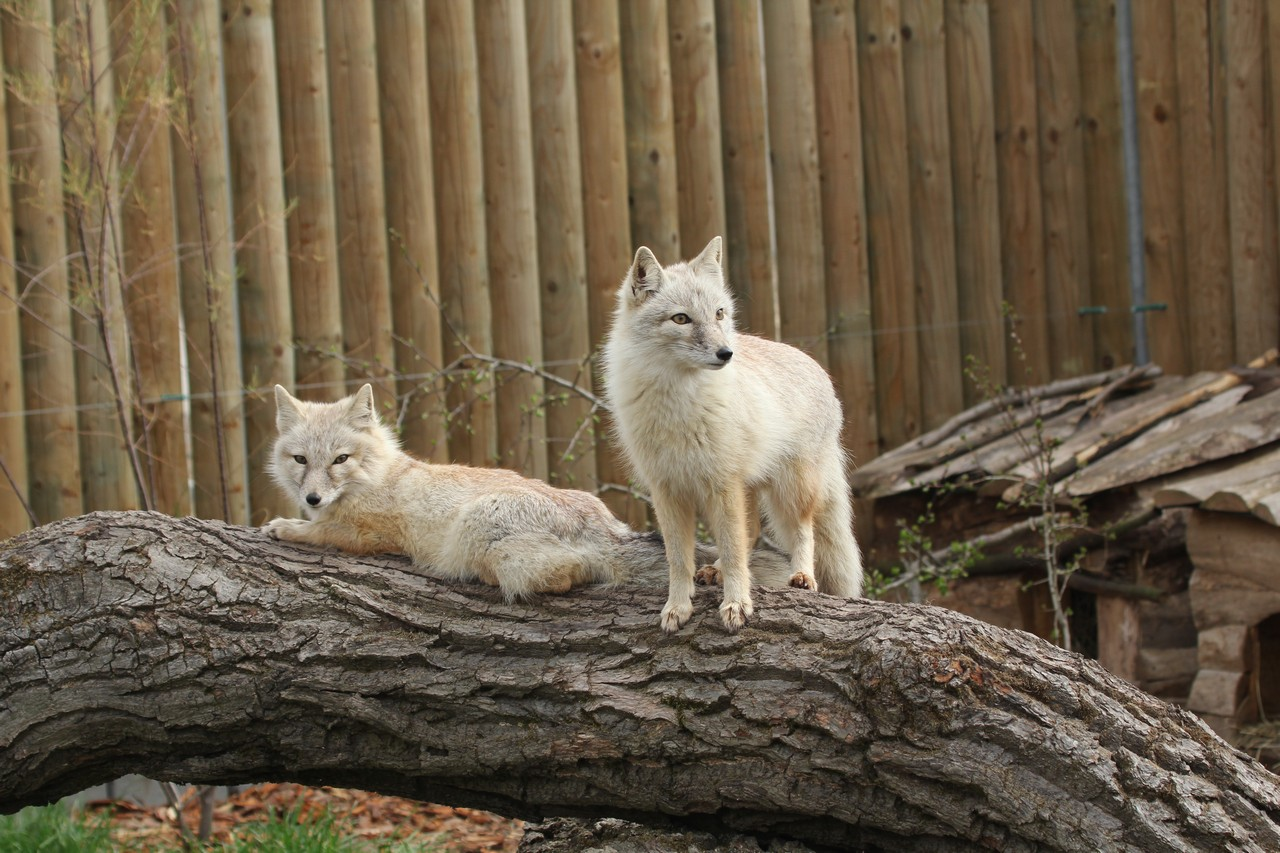
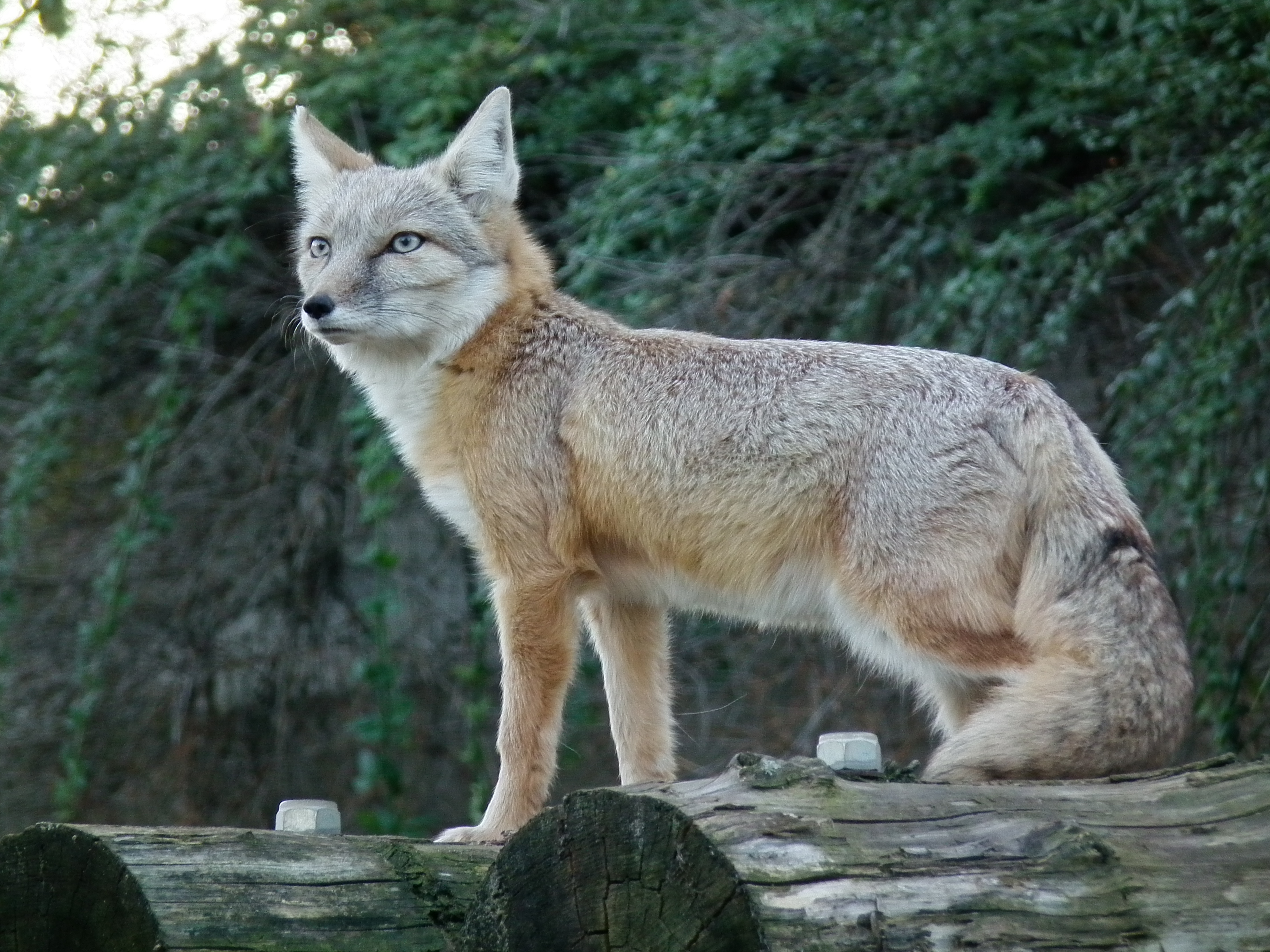

## Размножение
Корсаки — моногамны; пары у них, по-видимому, сохраняются на всю жизнь. Гон наблюдается в январе—феврале, обычно по ночам, и сопровождается лаем самцов и стычками за молодых или «холостых» самок. Спаривание происходит в норе.
Продолжительность беременности, вероятно, равна 52—60 дням, так что детёныши появляются на свет в марте—апреле. В выводке бывает от 2 до 11—16 детёнышей, чаще всего 3—6. Новорождённые слепы, покрыты светло-бурым волосом. Их масса около 60 г, длина тела 13—14 см. Прозревают они на 14—16-й день; в месячном возрасте начинают есть мясо. В возрасте 4—5 месяцев достигают размеров взрослых особей и расселяются. Однако с наступлением холодов молодые корсаки вновь собираются вместе и зимуют в одной норе.
Половозрелость у корсаков наступает в возрасте 9—10 месяцев. Продолжительность жизни в природных условиях неизвестна; предположительно, до 6 лет.

## Статус популяции
Корсак является объектом пушного промысла (используется зимняя шкурка). Приносит пользу истреблением грызунов. Точные данные о численности корсака отсутствуют.

## Подвиды
- Vulpes corsac corsac — корсак обыкновенный или корсак казахский. Обитает в северном, центральном и юго-восточном Казахстане и южной Сибири в России. Из всех подвидов корсака этот — самый крупный, мех и хвост исключительно пушистые.
- Vulpes corsac kalmykorum — корсак калмыцкий. Встречается в степных и полупустынных зонах Калмыкии, Каракалпакстана, Северного Кавказа и междуречья Волги и Урала. Мех не такой пушистый, как у корсака казахского.
- Vulpes corsac turcmenicus — корсак туркменский. Распространен в Туркменистане, юго-западном и южном Казахстане, южном Узбекистане, северном Афганистане, Монголии, СУАР, Внутренней Монголии и соседних регионах. Самый мелкий из подвидов корсака.